# ريتشارد تي إلي
ريتشارد تي إلي (بالإنجليزية: Richard T. Ely)‏ هو مؤرخ واقتصادي أمريكي، ولد في 13 أبريل 1854 في Ripley, New York ‏ في الولايات المتحدة، وتوفي في 4 أكتوبر 1943 في أولد لايم في الولايات المتحدة.

## وصلات خارجية
- ريتشارد تي إلي على موقع الموسوعة البريطانية (الإنجليزية)
- ريتشارد تي إلي على موقع إن إن دي بي (الإنجليزية)